# Rhauculus insignitus
Rhauculus insignitus is een hooiwagen uit de familie Cosmetidae.